# Halberstadt D.V
L'Halberstadt D.V fu un aereo da caccia biplano monoposto sviluppato dall'azienda aeronautica tedesco imperiale Halberstädter Flugzeugwerke GmbH negli anni dieci del XX secolo.
Ultimo ed estremo sviluppo dell'originale Halberstadt D.II, venne utilizzato principalmente dalla Luftstreitkräfte, la componente aerea del Deutsches Heer (esercito) germanico, e dall'Osmanlı tayyare bölükleri (l'aviazione turco-ottomana) durante le ultime fasi della prima guerra mondiale.

## Storia del progetto
Dopo la parentesi dell'Halberstadt D.IV, caccia rimasto allo stadio di prototipo derivato dal D.III ma caratterizzato dalle due mitragliatrici e da una velatura ad unica campata, nel corso del 1916 l'ufficio tecnico dell'azienda decise di avviare lo sviluppo di una nuova variante del modello originale, ritornando alla soluzione del D.III con una sola mitragliatrice e piani alari collegati da una doppia coppia per lato di montanti interalari, introducendo tuttavia delle migliorie atte ad aumentare le prestazioni generali del velivolo.
Gli interventi riguardarono sostanzialmente solo la velatura modificando, semplificandole, le strutture di rinforzo tra le due ali, montanti e tiranti in cavetto d'acciaio, e introducendo nell'ala superiore uno scanso semicircolare nella zona centrale, per aumentare lo spazio visivo a disposizione del pilota, e alettoni bilanciati. Per il resto la cellula e la motorizzazione rimaneva la stessa del D.III, basata su un propulsore 6 cilindri in linea raffreddati a liquido da 120 PS (89,5 kW): o un Argus As.II o un Mercedes D.II.
Sottoposto alla commissione esaminatrice dell'Idflieg, l'Halberstadt ottenne l'autorizzazione ad avviarne la produzione in serie. I primi esemplari erano equipaggiati con una sola mitragliatrice, la LMG 08/15 standard, priva di meccanismo di sincronizzazione collocata sul lato sinistro della fusoliera, mentre in seguito si optò per la soluzione a due mitragliatrici sincronizzate collocate davanti all'abitacolo e sparanti attraverso il disco dell'elica.

## Impiego operativo
L'Halberstadt D.V iniziò ad essere consegnato agli Jagdstaffel, i reparti da caccia della Luftstreitkräfte, dislocati sul fronte occidentale dall'autunno 1916, rimanendo in prima linea fino all'estate del 1917, progressivamente sostituito da modelli più moderni ed efficienti, e quindi relegato all'addestramento.
Il modello fu inoltre fornito alla Osmanlı tayyare bölükleri, l'aeronautica militare dell'Impero ottomano, i cui esemplari opportunamente modificati con radiatori supplementari collocati ai lati della fusoliera per l'utilizzo in zone dalle più elevate temperature, ma che ne pregiudicavano le prestazioni per la prggiorata aerodinamica complessiva, rimasero in servizio di prima linea in Palestina fino al 1918.

## Utilizzatori
Germania
- Luftstreitkräfte

 Impero ottomano
- Osmanlı tayyare bölükleri